# Board of Admiralty
Ne pas confondre avec l'Admiralty Board, créé en 1964.
Le Board of Admiralty (le Conseil de l'Amirauté) est un organe de contrôle administratif et opérationnel de la Royal Navy, créé en 1628 et dissout en 1964, en Angleterre puis au Royaume-Uni. Il était l'une des quatre composantes de l'Amirauté.
En 1628, le roi Charles Ier confie la fonction de lord-grand-amiral de la flotte royale à une commission appelée Board of Admiralty. Comme cette fonction n'a pas toujours été occupée, le rôle de cette commission est d'assurer la gestion des besoins opérationnels quotidiens de la Royal Navy. Elle existe en cas de vacances de la fonction de lord-grand-amiral. En 1832, le Board of Admiralty se voit également confié les missions de contrôle administratif de la Navy, exercée jusque là par le Navy Board, devenant alors la seule autorité chargée du contrôle administratif et opérationnel de la marine.
À la suite de la réorganisation du ministère de la Défense en 1964, les compétences du Board of Admiralty sont transférées à l'Admiralty Board (au sein du Conseil de la Défense) et au Navy Board, recréé à cette occasion.
Le Board of Admiralty est composé des lords-commissaires de l'Amirauté, officiellement appelés « commissaires exerçant la fonction de lord-grand-amiral du Royaume-Uni de Grande-Bretagne et d'Irlande du Nord » (Commissioners for Exercising the Office of Lord High Admiral of the United Kingdom of Great Britain and Northern Ireland). Lorsqu'un lord-grand-amiral est nommé, le Board of Admiralty forme le Council of the Lord High Admiral, les lords-commissaires devenant alors les assistants du lord-grand-amiral.

## Histoire
La charge d'« lord-grand-amiral » est créée en 1385 quand Richard FitzAlan, comte d'Arundel, devient « amiral d'Angleterre », rassemblant les fonctions d'amiral du Nord, amiral du Sud et amiral de l'Ouest. Elle constitue un des grands officiers d'État. Jusqu'au début du XVIIe siècle, elle est occupée par un commandant naval expérimenté ou un courtisan. À la mort du duc de Buckingham en 1628, le roi Charles Ier « met en commission » la fonction lord-grand-amiral, confiée à six lords-commissaires de l'Amirauté. Cette commission dure dix ans. Elle est recréée entre 1673 et 1684. Elle est composée de douze à seize membres du Conseil privé puis, à partir de 1679, de sept lords-commissaires rémunérés mais non membres du Conseil privé. Pendant les périodes d'existence d'un lord-grand-amiral, la commission prenait régulièrement la forme d'un Conseil de l'Amirauté, qui assistait l'amiral.
En 1709, peu après la création du royaume de Grande-Bretagne, la fonction de lord-grand-amiral est à nouveau supprimée et la commission devient formellement le Board of Admiralty de Grande-Bretagne. Dès lors et jusqu'à sa dissolution en 1964, le Board devient l'organe normal de commandement de la Royal Navy, à l'exception de la période 1827-1828 pendant laquelle le duc de Clarence, futur Guillaume IV, est lord-grand-amiral. Les affaires administratives quotidiennes de la Navy sont gérées quant à elles par le Navy Board, créé par Henri VIII en 1546. Ce dernier est dissout en 1832 et le Board of Admiralty cumule les fonctions de commandement et de contrôle administratif sur Royal Navy.

## Organisation
| Board Member | Responsibilities |
| --- | --- |
| Le président du Board of Admiralty est le premier lord de l'Amirauté, parfois le Premier lord-commissaire de l'Amirauté                                         | Il est membre du Cabinet du gouvernement britannique et est donc le dirigeant politique du Service naval du Royaume-Uni. À partir de 1806, le premier lord de l'Amirauté a toujours été un civil ; il pouvait s'agir auparavant d'un officier de marine. |
| Le First Sea Lord, formellement le First Sea Lord et chef d'état-major de la Marine                                                                             | Il dirige la stratégie navale en temps de guerre, responsable de la planification des opérations et des renseignements, de la répartition de la flotte et de son efficacité au combat. Il est le dirigeant militaire de la Navy. |
| Le Second Sea Lord, formellement le Second Sea Lord et chef du personnel de la Marine                                                                           | Il est responsable des effectifs, de la mobilisation et d'autres questions liées au personnel de la Royal Navy et des Royal Marines. |
| Le Third Sea Lord, formellement le Third Sea Lord et contrôleur de la Marine                                                                                    | Il est principalement responsable de la construction navale, des départements du matériel et de la conception des navires. |
| Le Fourth Sea Lord, formellement le Fourth Sea Lord et chef des approvisionnements                                                                              | Il est principalement responsable des départements des transports, de l'avitaillement et des services médicaux. |
| Fifth Sea Lord, formellement le Fifth Sea Lord et chef de l'aéronautique navale                                                                                 | Il a la responsabilité générale de toutes les affaires de l'aéronautique navale. |
| Le Secrétaire de l'Amirauté, formellement le Secrétaire financier et parlementaire de l'Amirauté                                                                | Il est responsable de toutes les aspects financiers de la marine en général, comme la préparation des estimations, ainsi que des affaires parlementaires. |
| Le Second secrétaire de l'Amirauté (Second Secretary to the Admiralty), intitulé ensuite Secrétaire permanent de l'Amirauté (Second Secretary to the Admiralty) | Il est responsable devant le premier lord de la préparation de toutes les communications officielles du Board et de la gestion intérieure du bureau de l'Amirauté. Il est également responsable, en tant qu'agent comptable des crédits et des comptes de la marine, du contrôle des dépenses et de conseiller le Board of Admiralty et les autres autorités navales sur toutes les questions relatives aux dépenses navales. De 1702 à 1920, il n'était pas un membre permanent du conseil. Le Secrétaire permanent était également le chef du secrétariat de l'Amirauté. |
| Le lord civil de l'Amirauté (Civil Lord of the Admiralty) | Il est responsable du personnel civil de soutien de la Royal Navy, de ses services de travaux et de ses terrains. Fonction occupée par une seule personne de 1830 à 1964. |
| Le lord civil additionnel de l'Amirauté (Additional Civil Lord of the Admiralty)                                                                                | Membre du Board de 1882 à 1885 et de 1912 à 1919, il est responsable des promotions et transferts des officiers et ouvriers des chantiers navals. |
| Le contrôleur (Controller) | Il est responsable de la production militaire et civile, de 1917 à 1918. Il ne doit pas être confondu avec la fonction de Third Sea Lord and Controller of the Navy, qui a exercé des fonctions différentes au fil des ans, avec une pause entre 1912 et 1918. Cette fonction était le premier contrôleur civile de la Navy depuis l'abolition du Navy Board en 1832. |
| Le contrôleur des chantiers navals marchands (Controller of Merchant Shipbuilding and Repairs)                                                                  | Membre pendant une courte période de 1917 à 1918 et de 1939 à 1945, il est responsable de la construction et des réparations des navires marchands et travaillait avec le contrôleur, mais ce rôle est ensuite devenu la responsabilité du Third Sea Lord. |
| Le comptable-général de la Marine (Accountant-General of the Navy)                                                                                              | Membre pendant une courte période de 1832 à 1869, lorsque le Navy Board a été supprimé et que les principaux officiers de l'époque ont été nommés au Board, il était responsable des budgets navals. Son département a ensuite été fusionné avec celui du Secrétaire permanent en 1932. |
| Le contrôleur de l'avitaillement (Controller of Victualling) | Membre pendant une courte période de 1832 à 1869, lorsque le Navy Board a été supprimé et que les principaux officiers de l'époque ont été nommés au Board, il était responsable du département et du personnel de l'avitaillement. |
| Le directeur-général du département médical (Director-General of the Medical Department)                                                                        | Membre pendant une courte période de 1832 à 1869, lorsque le Navy Board a été supprimé et que les principaux officiers de l'époque ont été nommés au Board, il était responsable du département médical. |
| Le magasinier-général de la Navy (Storekeeper-General of the Navy)                                                                                              | Membre pendant une courte période de 1832 à 1869, lorsque le Navy Board a été supprimé et que les principaux officiers de l'époque ont été nommés au Board, il était responsable des entrepôts navals. Le poste a été fusionné avec le Third Naval Lord et le contrôleur de la Navy. |
| L'arpenteur de la Marine (Surveyor of the Navy) | Membre de 1848 à 1859, il a la responsabilité de la conception des navires ; son bureau a été rebaptisé contrôleur de la marine en 1860 avant d'être fusionné avec celui du Third Naval Lord en 1869. |
| Le chef d'état-major ajoint de la Marine (Deputy Chief of the Naval Staff)                                                                                      | Membre supplémentaire de 1917 à 1964, il est responsable du département du personnel placé sous la responsabilité du chef d'état-major. |
| Le First Sea Lord adjoint (Deputy First Sea Lord) | Membre supplémentaire de 1917 à 1919 et de 1942 à 1946, il est responsable du département du personnel placé sous la responsabilité du chef d'état-major. |
| [Le vice-chef d'état-major de la Marine (Vice Chief of the Naval Staff)                                                                                         | Membre supplémentaire de 1941 à 1964,il est responsable du département du personnel placé sous la responsabilité du chef d'état-major. |
| [Le chef d'état-major assistant (Assistant Chief of the Naval Staff)                                                                                            | Membre supplémentaire de 1917 à 1964, il est responsable du département du personnel placé sous la responsabilité du chef d'état-major. |

Pendant la Première Guerre mondiale, le nombre de Sea Lords a été porté à huit et celui des Civil Lords à trois, mais après la guerre, la plupart de ces membres supplémentaires ont quitté le Conseil. 
Les départements spécialisés du Board ont changé de nom et de fonctions, et leur nombre a varié de temps à autre, mais le système sur lequel l'Amirauté était organisée est resté inchangé jusqu'au 1er avril 1964, date à laquelle le Board of Admiralty est devenu le Admiralty Board du Conseil de la Défense, le poste de lord-grand-amiral étant lui-même dévolu à la reine.

## Abolition
Avec l'abolition du Board of Admiralty et sa fusion au sein du ministère de la Défense en 1964, le contrôle officiel de la marine a été confié à l'Admiralty Board du Conseil de la Défense, la gestion quotidienne de la marine étant assurée par le Navy Board. La fonction de lord-grand-amiral a été confiée à la Couronne (c'est-à-dire en la personne de l'actuel monarque britannique) et celle de First Lord de l'Amirauté a cessé d'exister, mais les First, Second et Third Sea Lords ont conservé leurs titres, bien qu'ils aient cessé d'être des lords-commissaires de l'Amirauté.
En 2011, la reine Élisabeth II a conféré le titre de lord-grand-amiral au duc d'Édimbourg, qui en est titulaire jusqu'à sa mort en 2021. 